# BB&T Atlanta Open 2012
BB&T Atlanta Open 2012 — тенісний турнір, що проходив на кортах з твердим покриттям у місті Атланта, США з 16 липня . Належав до категорії ATP World Tour 250. Був турніром серії Atlanta Open 2012 року.

## Фінальна частина

### Одиночний розряд
Енді Роддік —  Жіль Мюллер 1–6, 7–6(7–2), 6–2

### Парний розряд
Меттью Ебден /  Раян Гаррісон —  Ксав'є Малісс /  Майкл Расселл 6–3, 3–6, [10–6]